# Lotus 76
Lotus 76 — гоночный автомобиль Формулы-1 команды Lotus, выступавший в сезоне 1974 года.

## История
Автомобиль являлся развитием шасси Lotus 72. Он имел более лёгкий корпус, увеличенную колёсную базу и более узкий и низкий монокок. Также на нём появилось новое двойное заднее антикрыло, предназначенное для увеличения прижимной силы и стабильности задней части машины. Машина имела электронное управление сцеплением, которое являлось прообразом современных полуавтоматических трансмиссий и должно было обеспечить ускоренное переключение передач.
Разработка машины была оплачена титульным спонсором команды табачной фирмой "John Player Special", поэтому шасси получило обозначение John Player Special Mk. I.
После первых тестов болида гонщики команды жаловались на поведение машины и отмечали проблемы с электронным сцеплением. Также были отмечены проблемы с размещением двигателя. Команда использовала в гонках Lotus 72 продолжая модернизацию 76. Но появившаяся версия 76B с увеличенными боковыми понтонами для лучшего охлаждения не принесла успеха и команда полностью отказалась от использования 76 в пользу модернизированной версии 72.

## Результаты выступлений в гонках
| Год  | Шасси    | Двигатель            | Шины | Пилоты   | 1   | 2   | 3    | 4    | 5    | 6   | 7   | 8   | 9   | 10  | 11  | 12   | 13   | 14  | 15  | Место | Очки |
| ---- | -------- | -------------------- | ---- | -------- | --- | --- | ---- | ---- | ---- | --- | --- | --- | --- | --- | --- | ---- | ---- | --- | --- | ----- | ---- |
| 1974 | Lotus 76 | Ford Cosworth DFV V8 | G    |          | АРГ | БРА | ЮАР  | ИСП  | БЕЛ  | МОН | ШВЕ | НИД | ФРА | ВЕЛ | ГЕР | АВТ  | ИТА  | КАН | США | 4     | 42   |
| 1974 | Lotus 76 | Ford Cosworth DFV V8 | G    | Петерсон |     |     | Сход | Сход | Сход |     | НС  |     | НС  |     | 4   | НС   | НС   |     |     | 4     | 42   |
| 1974 | Lotus 76 | Ford Cosworth DFV V8 | G    | Икс      |     |     | Сход | Сход | Сход | НС  |     | НС  |     |     |     | Сход | Сход | НС  |     | 4     | 42   |
| 1974 | Lotus 76 | Ford Cosworth DFV V8 | G    | Шенкен   |     |     |      |      |      |     |     |     |     |     |     |      |      |     | ДСК | 4     | 42   |

| Легенда к таблице |                                                                    |
| --- | ------------------------------------------------------------------ |
| В таблице перечислены результаты всех Гран-при Формулы-1, в которых использовался автомобиль. Строками таблицы являются сезоны, столбцами — этапы чемпионата мира. В каждой клетке указаны сокращённое название этапа и результат, дополнительно обозначенный цветом. Расшифровка обозначений и цветов представлена в нижеследующей таблице. |                                                                    |
| \| Пример \| Описание \| \| ------------ \| ------------------------------------------------------------------ \| \| 1 \| Победитель \| \| 2 \| Второе место \| \| 3 \| Третье место \| \| 5 \| Финишировал, заработав очки \| \| Сход \| Не финишировал, но при этом заработал очки \| \| 12 \| Финишировал, не получив очков \| \| НКЛ \| Финишировал, но не попал в финальную классификацию \| \| 15 \| Участвовал вне зачёта, либо по отдельной классификации \| \| 18 \| Не финишировал, но попал в финальную классификацию \| \| Сход \| Не финишировал \| \| НКВ \| Не прошёл квалификацию \| \| НПКВ \| Не прошёл предквалификацию \| \| ДСК \| Дисквалифицирован \| \| ИСК \| Исключён из протокола соревнований \| \| ТТ \| Заявлен для участия только в тренировках \| \| НС \| Участвовал в квалификации, но не стартовал в гонке \| \| Т \| Травмирован или болен \| \| ОТК \| Отказ от участия \| \| НТР \| Прибыл на соревнования, но на трассу не выезжал \| \| НПР \| Был заявлен в числе участников, но не прибыл к началу соревнований \| \| О \| Соревнования отменены \| \| \| Не участвовал \| \| Поул-позиция \| \| \| Быстрый круг \| \| |                                                                    |
| Пример | Описание                                                           |
| 1 | Победитель                                                         |
| 2 | Второе место                                                       |
| 3 | Третье место                                                       |
| 5 | Финишировал, заработав очки                                        |
| Сход | Не финишировал, но при этом заработал очки                         |
| 12 | Финишировал, не получив очков                                      |
| НКЛ | Финишировал, но не попал в финальную классификацию                 |
| 15 | Участвовал вне зачёта, либо по отдельной классификации             |
| 18 | Не финишировал, но попал в финальную классификацию                 |
| Сход | Не финишировал                                                     |
| НКВ | Не прошёл квалификацию                                             |
| НПКВ | Не прошёл предквалификацию                                         |
| ДСК | Дисквалифицирован                                                  |
| ИСК | Исключён из протокола соревнований                                 |
| ТТ | Заявлен для участия только в тренировках                           |
| НС | Участвовал в квалификации, но не стартовал в гонке                 |
| Т | Травмирован или болен                                              |
| ОТК | Отказ от участия                                                   |
| НТР | Прибыл на соревнования, но на трассу не выезжал                    |
| НПР | Был заявлен в числе участников, но не прибыл к началу соревнований |
| О | Соревнования отменены                                              |
| | Не участвовал                                                      |
| Поул-позиция |                                                                    |
| Быстрый круг |                                                                    |